# 李慕妍
李慕妍（1996年11月11日—），中华民国政治人物。現任台灣民眾黨桃園市黨部發言人，八德區黨部主任，於2024年參選桃園市第六選舉區立法委員，未當選。

## 生平

### 生平
李慕妍从18岁开始创业，现已拥有3家婚纱店。

## 踏入政治

### 擔任幕僚
曾擔任議員參選人黃成峻競選幕僚。

### 擔任主任、發言人
現任民眾黨桃園市八德區黨部主任、桃園市黨部發言人。

### 立委選戰
2023年，参与桃園市第6選區挑戰民進黨禮讓無黨籍趙正宇、國民黨邱若華。
2024年，立委選舉最終結果李慕妍挑戰趙正宇、邱若華，以35,183票敗選。

## 選舉紀錄
| 年度 | 選舉屆數             | 選舉區           | 所屬政黨   | 得票數 | 得票率 | 當選標記 | 備註 |
| ---- | -------------------- | ---------------- | ---------- | ------ | ------ | -------- | ---- |
| 2024 | 第十一屆立法委員選舉 | 桃園市第六選舉區 | 臺灣民眾黨 | 35,183 | 17.67% |          |      |

## 外部連結
- 李慕妍的Facebook專頁
- 李慕妍的Instagram帳戶
- YouTube上的李慕妍頻道
- 李慕妍的TikTok